# David Rockefeller
David Rockefeller (Nueva York, Estados Unidos, 12 de junio de 1915-Ibídem, 20 de marzo de 2017) fue un banquero y hombre de negocios estadounidense, patriarca de la conocida familia Rockefeller, ya que fue el último hijo vivo de John D. Rockefeller Jr.. Además, fue el nieto del multimillonario y magnate petrolero John D. Rockefeller, fundador de Standard Oil. Sus cinco hermanos fueron Abby, John D. III, Nelson, Laurance y Winthrop. En el 2014 y 2016 fue el blanco de conspiraciones relacionadas con el "New World Order".

## Biografía

### Primeros años
David Rockefeller nació en Nueva York, Estados Unidos, el 12 de junio de 1915 en el número 10 de la West Fifty-fourth Street, en una mansión de nueve plantas propiedad de su padre, que por aquel entonces era la residencia privada más grande de la ciudad. Posteriormente, el edificio se convertiría, gracias a la donación de la familia, en el Museo de Arte Moderno de Nueva York.
Su infancia trascurrió en la gran propiedad familiar de Pocantico, donde los Rockefeller recibían a visitantes honorables, como el Almirante Richard Byrd (cuyas expediciones a la Antártida fueron patrocinadas por su padre) o el conocido aviador Charles Lindbergh.
En 1936, se graduó cum laude en la Universidad de Harvard y posteriormente realizó un año de estudios en la London School of Economics, la cual estaba estrechamente vinculada a la familia a través de su padre y de la fundación Rockefeller. Fue en esta escuela donde conoció por primera vez a John F. Kennedy, aunque ambos habían estudiado en Harvard, e incluso tuvo un breve noviazgo con su hermana Kathleen. En 1940, obtuvo su doctorado en la Universidad de Chicago (fundada por la familia en 1889) con una tesis que trataba sobre "Recursos en desuso y desperdicio económico". En ese mismo año, y con el fin de ganar experiencia en la administración central, se convirtió durante dieciocho meses en secretario del alcalde de Nueva York Fiorello La Guardia, puesto casi voluntario, ya que se le pagaba simbólicamente por sus servicios ("un dólar por año").
De 1941 a 1942, fue director regional asistente de la Oficina de Defensa, Salud y Servicios de Bienestar de los Estados Unidos. Después de que estalló la guerra, se alistó en el Ejército de los Estados Unidos e ingresó a la Officer Candidate School en 1943; finalmente fue promovido al grado de capitán, en 1945. Durante la Segunda Guerra Mundial prestó servicios en África del Norte y en Francia (hablaba el francés con fluidez) para la inteligencia militar, donde contribuyó al establecimiento de unidades de inteligencia política y económica. Durante siete meses también prestó servicios como agregado militar asistente en la embajada estadounidense en París. En este periodo, pudo ponerse en contacto con sus familiares y con ejecutivos de Standard Oil.

### Patriarca familiar
Tras la muerte de sus hermanos John D III en 1978, Nelson en 1979 y Laurance en 2004, David se convirtió en el único cabeza de familia y también de la Habitación 5600, la oficina familiar situada en los pisos 54 y 56 del Edificio GE en el Rockefeller Center. Se trata del sillón histórico de los asuntos familiares, con cientos de asesores y asistentes encargados de los empleados, las cuestiones legales y contables y las inversiones e intereses de este clan de seis generaciones, que consta de aproximadamente 150 parientes en primer grado de consanguinidad.
Además, la firma legal asociada a Rockefeller, Milbank, Tweed, Hadley & McCloy (John J. McCloy fue el último socio nombrado), situada en el edificio central de JP Morgan Chase, ha sido la asesora legal privada de la familia —y del Chase— desde los días del padre de David, John D. Jr.
David se aseguró de que algunos miembros elegidos de la cuarta generación (conocida como los Primos y formada por 24 personas, 21 de ellas todavía con vida), participara directamente en las instituciones familiares, incluyendo la Habitación 5600 y la Rockefeller Brothers Fund, así como en su propia organización filantrópica, la Rockefeller Family Fund. En general, la cohesión familiar se mantiene con reuniones rituales celebradas anualmente en junio y diciembre en la “Playhouse” de la propiedad familiar de Pocantico.
En 2000, David realizó la venta final del Rockefeller Center, cuyo beneficiario fue Jerry Speyer, de Tishman Speyer Properties. Posteriormente, se descubrió que David y Speyer habían tenido una larga relación desde los tiempos del Museo de Arte Moderno, por lo que la operación fue más una asociación que un trato financiero.
En 2003, David fue "miembro honorífico" del Jurado para el concurso del memorial emplazado en el World Trade Center, cargo apropiado ya que había creado y presidido, junto con su hermano Nelson (gobernador de Nueva York en esa época), la original Downtown-Lower Manhattan Association, que había iniciado la construcción del Centro.
En 2005, a la edad de noventa años, donó 100 millones de dólares al Museo de Arte Moderno y 50 millones a la Universidad Rockefeller, dos de las instituciones familiares más importantes.

### Riqueza y aficiones
Los pasatiempos de David incluían la entomología y la navegación en su yate privado. Un prodigioso creador de relaciones, poseía desde los 40, un famoso Rolodex en su oficina de la Habitación 5600, que contenía hasta 150 000 entradas con información de las personas más poderosas del mundo.
Se estima su riqueza neta en 2800 millones de dólares. Inicialmente, proveniente de los fideicomisos familiares creados por su padre, que eran administrados desde la Habitación 5600 y el Chase Bank. Otra de sus fuentes de riqueza fue su gran colección de arte, que incluía obras que iban desde el impresionismo hasta el postmodernismo.
En 1998, David y otros miembros de la familia eran todavía accionistas minoritarios de la compañía surgida de Standard Oil, Exxon Mobil, y él mismo vigilaba el progreso de la misma.
Sus memorias se publicaron en 2002, siendo la única vez que un miembro del clan Rockefeller haya escrito su autobiografía. En su redacción, que abarcó un periodo de diez años, participaron el historiador familiar Peter J. Johnson y el exjefe de asuntos públicos del Chase Bank Fraser P. Seitel, quien era además de asesor sénior de la empresa de relaciones públicas Burson-Marsteller, división de WPP, una de las organizaciones de servicios de comunicación más grandes del mundo.

### Fallecimiento
Falleció el lunes 20 de marzo de 2017 a los 101 años a causa de una insuficiencia cardíaca mientras dormía en su residencia de Pocantico Hills.

## Carrera

### Carrera en el Chase Bank
En 1946, David se convirtió en el primer y único banquero de la familia al incorporarse al Chase National Bank (el "Banco Rockefeller"), asociado con la familia por mucho tiempo, y con uno de sus tíos (Winthrop Aldrich, hermano de su madre, Abby Aldrich) como presidente. Chase National cambió su nombre posteriormente a Chase Manhattan Bank en 1955, y en la actualidad es conocido como JP Morgan Chase & Co. David fue subiendo escalafones jerárquicos, aunque nunca fue contable ni hizo préstamos, hasta convertirse en presidente en 1960. Fue presidente y jefe ejecutivo del Chase Manhattan desde 1969 hasta 1980, y presidente hasta 1981. También fue, hasta 1980, el único gran accionista individual del banco, con el 1,7 % de sus acciones.
El Chase fue en un principio un banco de mayoristas, tratando con otras grandes instituciones financieras y con importantes clientes corporativos, como General Electric (que se había convertido en arrendatario crucial del Rockefeller Center, al alquilar parte de su espacio). También se suele asociar al banco con la industria petrolera, a la que financió, debido a las conexiones de los directivos con las compañías surgidas de Standard Oil, y especialmente con Exxon Mobil. No fue sino hasta la fusión de 1955 cuando el banco decidió girar hacia la banca de consumo.
En 1960, bajo la dirección de David Rockefeller, se construyó la nueva sede central del banco, situada en el centro de Manhattan, en la calle Liberty, justo en frente del Banco de la Reserva Federal de Nueva York. Con 60 pisos, fue en ese momento el edificio bancario más grande del mundo y contaba con cinco pisos subterráneos, la cámara acorazada más grande a nivel mundial por aquel entonces.
El principal competidor del Chase Bank, tanto entonces como ahora, era el National City Bank, de Nueva York, conocido actualmente como Citibank, división del holding Citigroup. Irónicamente, National City tenía una larga relación con la familia Rockefeller a través de James Stillman, de Standard Oil y el tío abuelo de David, William Rockefeller. Cuando sus hijos contrajeron matrimonio entre ellos, se convirtieron en los Stillman Rockefeller, y James Stillman Rockefeller asumía la presidencia del National City (principios de 1959) al mismo tiempo que David se convertía en presidente del Chase, en 1960.
En 1960, juntamente con otros empresarios, formaron el Chase International Advisory Committee (Comité Asesor Internacional), que en 2005 contaba con 28 empresarios respetados de 19 naciones de todo el mundo, muchos de los cuales eran amigos del propio David. Fue presidente de este comité hasta 1999, año en que dejó el puesto. Tras la fusión con J.P. Morgan, este comité tomó el nombre de International Council, y algunos de sus miembros más destacados son Kissinger, Riley P. Bechtel, Andre Desmarais y George Shultz, el actual presidente.
Bajo su mandato, el Chase se expandió internacionalmente y se convirtió en un pilar central en el sistema financiero mundial, siendo el banco principal de las Naciones Unidas. Cuenta con una red de aproximadamente 50 000 sucursales, la mayor comparada con el resto de bancos a nivel mundial. Uno de los logros más notables fue el establecimiento en 1973 de la primera sucursal de una entidad bancaria estadounidense en el número uno de la plaza de Karl Marx, cerca del Kremlin, en la entonces todavía Unión Soviética. David Rockefeller estuvo involucrado íntimamente con las Naciones Unidas desde 1958. De hecho, la propiedad en Nueva York, donde continúa ubicada la sede de la ONU, fue donada por David Rockefeller. Después de la Segunda Guerra Mundial, Rockefeller creó la Oficina Internacional de Educación, formando una sociedad en la sede de las Naciones Unidas. Durante este año, Rockefeller también visitó China, y debido a este viaje, el Chase se convirtió en la primera sucursal del National Bank of China, en los Estados Unidos.
El banco también tenía una fuerte conexión con el Banco Mundial, ya que tres de sus presidentes (John J. McCloy, Eugene Black y George Woods) trabajaron en el Chase anteriormente. Un cuarto presidente (James D. Wolfensohn) también está altamente asociado con Rockefeller por su puesto como director en la Fundación Rockefeller, entre otras instituciones que también fueron creadas por la familia. Se ha acusado a la familia Rockefeller, a través de diversos esfuerzos de financiación, de tráfico de influencias. Los investigadores del Congreso en la década de 1950 en busca de la Fundación Rockefeller y otros grandes fundaciones exentas de impuestos como la Fundación Ford y la Fundación Carnegie descubrieron información igualmente preocupante.
En el Chase también trabajó Paul Volcker antes de convertirse en el presidente de la Reserva Federal. Volcker tuvo una larga relación con Rockefeller, que le llevó a convertirse, tras abandonar su cargo en la Reserva, en miembro del comité fiduciario del Rockefeller Group, Inc., el gran holding dirigido por la familia.

### Bilderberg y la Comisión Trilateral
Voraz globalista convencido debido a la influencia de su padre, David expandió en gran medida sus conexiones cuando asistió en 1954 a la reunión inaugural que tuvo lugar en Países Bajos del más tarde influyente Grupo Bilderberg, que agrupa a los magnates más trascendentes de nuestro tiempo, políticos activos en los gobiernos y casi todos los medios de comunicación masivos. Este agrupamiento se debe a querer controlar la política y economía mediante la banca. Durante los años posteriores, fue un asistente constante y miembro del comité de dirección, encargado de confeccionar la lista de invitados para cada reunión anual. Rockefeller afirmó que la función de Bilderberg no se centra en resolver disputas, sino que los participantes son 'libres para informar sobre lo que han oído a sus jefes de gobierno'. Claramente estas reuniones anuales son de carácter secreto en el sentido que no se permite prensa y son totalmente herméticas, con el fin de no desvelar sus intereses.
A causa de la insatisfacción provocada por el fracaso en la tentativa de incluir a Japón en este grupo, en 1973 David creó la Comisión Trilateral, bajo la influencia de, entre otros, Zbigniew Brzezinski, el asesor de seguridad nacional del presidente Jimmy Carter. Esta comisión fue objeto de investigación por parte de los medios de comunicación —y se convirtió en el foco de las teorías conspiratorias— cuando se reveló que Carter había nombrado en los puestos sénior de su Administración a quince exmiembros de la comisión (obligados a abandonar esta institución al ocupar un cargo gubernamental). Además, también se reveló que el mismo Carter había sido miembro de la Comisión Trilateral —la Administración Clinton tuvo doce miembros de la comisión, incluyendo al mismo presidente, mientras que Gerald Ford y George Bush Sr formaban también parte de los Trilateralistas—.
Un aspecto importante de la Comisión son las visitas de sus delegaciones a líderes extranjeros. En 1989, para citar un ejemplo, Rockefeller visitó la entonces URSS encabezando una poderosa delegación de la comisión que incluía a Henry Kissinger, el anterior presidente francés Giscard d'Estaing, el ex primer ministro japonés Yasuhiro Nakasone y William Hyland, editor del periódico del CFR, Foreign Affairs (Asuntos Exteriores). En su encuentro con Mijaíl Gorbachov, la comitiva buscó y recibió una explicación sobre la integración de la URSS en la economía mundial. La información obtenida a través de estas delegaciones se transmitía mediante informes a los miembros de la Comisión Trilateral y, cuando era apropiado, a los líderes políticos estadounidenses.

### La propiedad familiar: Pocantico
Además de las conexiones a través del Chase Bank y del CFR, Rockefeller ofrecía comidas anuales en Pocantico, la propiedad familiar de 3400 acres en el Condado de Westchester. En estos encuentros formales, en los que también participó John D III hasta su muerte en 1978, David recibía a los funcionarios sénior del Banco Mundial y el Fondo Monetario Internacional (FMI).
Estos encuentros son solo un ejemplo de las innumerables visitas de líderes mundiales, reyes, presidentes y otros personajes célebres a la gran propiedad y su mansión central, a las que se deben añadir las visitas a su residencia privada, "Hudson Pines", que albergó, por ejemplo, al presidente Ronald Reagan en 1986.
El área Kykuit de la propiedad familiar también alberga el Pocantico Conference Center, de la Rockefeller Brothers Fund (RBF), creada por David y sus cuatro hermanos y su hermana en 1940. Situado en los terrenos propiedad del National Trust for Historic Preservation, arrendados por la familia en 1991, este centro de conferencias supone un lugar en el que la fundación y otras organizaciones sin ánimo de lucro e instituciones públicas pueden reunir personas de diversos contextos y perspectivas y ocuparse de asuntos mundiales que resultan críticos.

### Puestos ocupados e instituciones fundadas en vida
- Fundador y presidente/presidente honorífico de la Comisión Trilateral;
- Presidente/presidente honorífico del Council on Foreign Relations;
- Miembro estadounidense fundador, patrocinador, miembro vitalicio y miembro del comité de dirección del Club Bilderberg;
- Presidente honorífico y miembro del consejo de administración vitalicio de la Universidad Rockefeller;
- Presidente del Chase Manhattan Bank;
- Cofundador y presidente del Chase International Advisory Committee;
- Presidente de Rockefeller Financial Services;
- Director del Banco de la Reserva Federal de Nueva York;
- Fundador y presidente/presidente honorífico del Consejo de las Américas;
- Fundador y presidente/presidente honorífico de la Americas Society;
- Fundador del Forum de las Américas;
- Presidente honorífico de la Japan Society;
- Presidente Emeritus del Museo de Arte Moderno de Nueva York;
- Director del Peterson Institute;
- Presidente de la Cámara de Comercio e Industria de Nueva York;
- Fundador de Partnership for New York City;
- Miembro Honorario de la Freemasonic Society of New York City;
- Presidente de la Downtown-Lower Manhattan Association;
- Director de la World Trade Center Memorial Foundation;
- Cofundador del The Business Committee for the Arts (BAC) (1967);
- Presidente de Morningside Heights, Inc.;
- Fundador del Center for Inter-American Relations;
- Fundador del Emergency Committee for American Trade;
- Director del Overseas Development Council;
- Director del US-USSR Trade and Economic Council;
- Vicepresidente del Advisory Council for US-China Trade;
- Vicepresidente del Advisory Council on Japan-United States Economic Relations;
- Presidente del Comité Asesor de la Reforma del Sistema Monetario Internacional;
- Miembro fundador de la Commission on White House Fellows;
- Miembro vitalicio del consejo de administración de la University of Chicago;
- Miembro del consejo de administración de la Biblioteca John F. Kennedy;
- Miembro honorífico del consejo de administración de International House (Nueva York);
- Presidente de Comité de Supervisores del Harvard College;
- Presidente de Comité de Estudios Exteriores de la Universidad de Harvard;
- Miembro del consejo de administración del Carnegie Endowment for International Peace;
- Primer fundador de la Conferencia Dartmouth;
- Miembro de la Peace Parks Foundation;
- Presidente de la Stone Barns Restoration Corporation;
- Fundador y presidente de International Executive Service Corps (IESC);
- Fundador del Comité de Emergencia del Comercio Norteamericano (ECAT);
- Cofundador de Synergos afiliada al Círculo Global de Filántropos;
- Asesor honorífico/asesor internacional de Praemium Imperiale;
- Fundador del David Rockefeller Fund;
- Cofundador del Rockefeller Family Fund;
- Cofundador del Rockefeller Brothers Fund;
- Cofundador y miembro del comité asesor del David Rockefeller Center para Estudios Latinoamericanos, de la Universidad de Harvard.

## Premios y reconocimientos
- Medalla Bilderberg del planeamiento de un mundo feliz;
- Medalla presidencial de la libertad;
- Legión de Mérito de los Estados Unidos;
- Legión de Honor de los Estados Unidos;
- Legión de Honor de Francia;
- Orden al mérito de Italia;
- Lazo del Ejército de Estados Unidos;
- Orden al Mérito Bernardo O’Higgins de Chile (1993);
- Premio de la Fundación George C. Marshall (1999);
- Medalla a la filantropía Andrew Carnegie(2001);
- Medalla Duncan Phillips de la Phillips Collection;
- Medalla de Oro del Instituto Nacional de Ciencias Sociales (1967 - premiados los cinco hermanos);
- Premio Hadrian de la Fundación de Monumentos del Mundo (por la preservación del arte y arquitectura);
- Premio al liderazgo internacional de la United States Council for International Business (USCIB)(1983).

### Premios creados por David Rockefeller o con su nombre
- David Rockefeller International Leadership Award;
- David Rockefeller Prize del Museo de Arte Moderno de Nueva York (premio anual por la cultura y las artes);
- David Rockefeller Bridging Leadership Awards (anual, otorgado por el Instituto Synergos)

### Clubes
- Century Club (también conocido como The Century Association, Nueva York);
- Links Club (Nueva York);
- River Club (Nueva York);
- Alfalfa Club (Washington);
- EA Glimoges (Francia);
- Bohemian Club (San Francisco) - David, junto con su hijo, David Jr., es miembro del Campo Stowaway.